# Havana Club
Havana Club ist eine Marke für kubanischen Rum und wurde 1935 in den Markt eingeführt. Der Rum belegte 2007 auf der „Impact ranking of international Premium spirits brands“ einen Platz unter den ersten 30 weltweit meistverkauften Spirituosen. Nachdem das französische Unternehmen Pernod Ricard ab 1993 den internationalen Vertrieb übernommen hatte, ist der Absatz des Rums weltweit stark angestiegen. Bacardi hatte aber die Markenrechte in den USA für sich in Anspruch genommen, was jedoch keinen Bestand hatte: Dem kubanischen Staatsunternehmen Cubaexport wurde die Lizenz zur Erneuerung der Markenrechte erteilt. Gegen diese Entscheidung klagte Bacardi vor einem Bezirksgericht im US-Bundesstaat Virginia. Die Klage wurde jedoch im April 2022 abgewiesen.
Seither ist die Marke Havana Club ausschließlich dem Kubanischen Staat und Vertragspartnern vorbehalten.
In Deutschland sind der „Añejo 3 Años“ und der „Añejo 7 Años“ die meistverkauften Produkte von Havana Club.

## Geschichte
Der Ursprung von Havana Club ist eng mit dem Namen José Arechabala verbunden. Der gebürtige Baske kam 1862 im Alter von 15 Jahren von Spanien nach Kuba. 1878 gründete er die Rumdestillerie „La Vizcaya“ (span. für „die Biskaya“) in Cárdenas, in der später der Havana Club gebrannt werden sollte. In den Folgejahren wuchs der Absatz der Destillerie stetig an. 1921 schloss sie sich mit anderen Destillerien aus dem Ort zu einer Gesellschaft namens „José Arechabala S.A.“ zusammen. Der erste Präsident wurde der damals 75-jährige Gründer José Arechabala, der aber schon zwei Jahre später starb. Es folgte eine kurze, durch diverse Familientragödien und damit von wechselnden Unternehmenschefs gekennzeichnete Periode, die 1926 mit der Ernennung von Arechabalas Großneffen José Fermín Iturrioz y Llaguno zum neuen Unternehmensführer endete.
Das Geburtsjahr der Marke Havana Club ist 1935. In diesem Jahr verkaufte die Destillerie erstmals Rum unter diesem Namen. Gleichzeitig begann sie mit dem Export in die USA und ließ dort Markenrechte eintragen. Im selben Jahr wurde an der Plaza de la Catedral im Zentrum Havannas auch die Havana Club Bar eröffnet, die ein zunehmend internationales Publikum anzog.
Die große Wende in der Unternehmensgeschichte kam 1960, als das Unternehmen José Arechabala S.A. infolge der marxistischen Prinzipien der Revolutionäre um Fidel Castro verstaatlicht und dem Staatsunternehmen Cubaexport einverleibt wurde. Die bisherige Eigentümerfamilie Arechabala emigrierte nach ihrer entschädigungslosen Enteignung via Spanien in die USA. Das Ende für die Havana-Club-Destillation in Cárdenas kam 1970, als die Produktion in die dafür neu errichtete Destillerie in Santa Cruz del Norte verlagert und erheblich ausgeweitet wurde. 1973 lief der Schutz der Marke Havana Club, die sich noch im Besitz der Familie Arechabala befand, aus. Da diese die Markenrechte nicht verlängerten, meldete Cubaexport die Marke in rund 70 Ländern neu an. In den folgenden Jahrzehnten wurde der Rum hauptsächlich in die Warschauer Pakt-Staaten exportiert, davon allein 70 % in die UdSSR. Ein Verkauf in den USA ist seit der Revolution aufgrund des US-Embargos gegen Kuba ausgeschlossen.
Im November 1993 gründeten auf der einen Seite Cubaexport als Eigner der Destillerie und Cuba Ron als zentraler kubanischer Distributor und auf der anderen Seite Pernod Ricard zusammen ein Joint-Venture. Dieses sieht u. a. vor, dass Pernod Ricard die Produkte von Havana Club weltweit vertreibt, während Cuba Ron die Produkte von Pernod Ricard in Kuba vertreibt. Seit Beginn dieser Zusammenarbeit stieg der Absatz von Havana Club mit jährlich zweistelligen Zuwachsraten kontinuierlich an. So konnte das Gemeinschaftsunternehmen seinen Absatz 2008 um 13 % gegenüber dem Vorjahr auf 30,6 Mio. Liter steigern. Deutschland hat sich dabei zum Hauptabsatzmarkt entwickelt: Der Absatz konnte im selben Zeitraum um 26 % gesteigert werden. 2009 wurde Havana Club in 125 Ländern vertrieben.
2000 wurde mit der Fundación Havana Club in der Altstadt von Havanna ein Museum eröffnet, das sich dem Unternehmen und seinen Produkten widmet und Anfang 2009 seinen millionsten Besucher hatte. In San José wurde 2007 eine weitere Destillerie eröffnet, die laut Firmenangaben 66 Mio. US-Dollar gekostet hat. Sie ist die modernste Destillerie Kubas und mit einer Kapazität von 12.000 Flaschen pro Stunde außerdem eine der größten Destillerien der Welt. Dort wird ausschließlich brauner Rum hergestellt. Verkauf in die USA ist weiterhin ausgeschlossen. Die kubanische Regierung bezifferte 2005 die hierdurch entgangenen Einnahmen aus ihrem Anteil am Joint-Venture auf 28,4 Mio. Dollar.
Das Verkaufsziel von Pernod Ricard war es, den Absatz bis zum Jahr 2013 auf 5 Millionen Kisten (à 9 Liter) zu steigern und die Marke zum Weltmarktführer im Segment der älteren braunen Rums auszubauen.

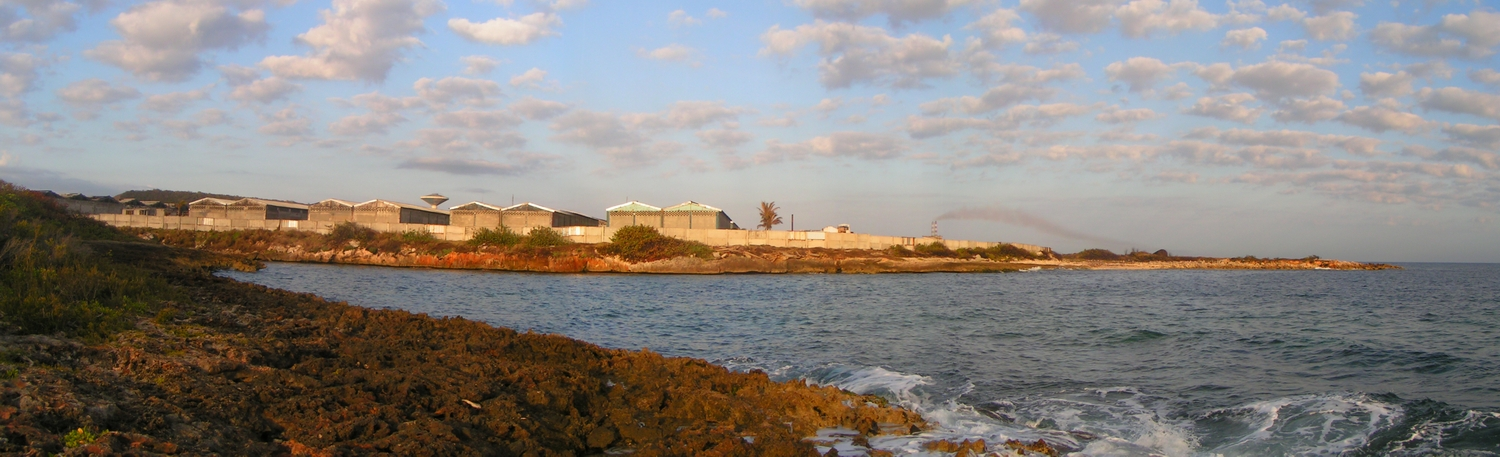
In den Hallen der Destillerie in Santa Cruz del Norte lagern die Rumfässer.

### Logo

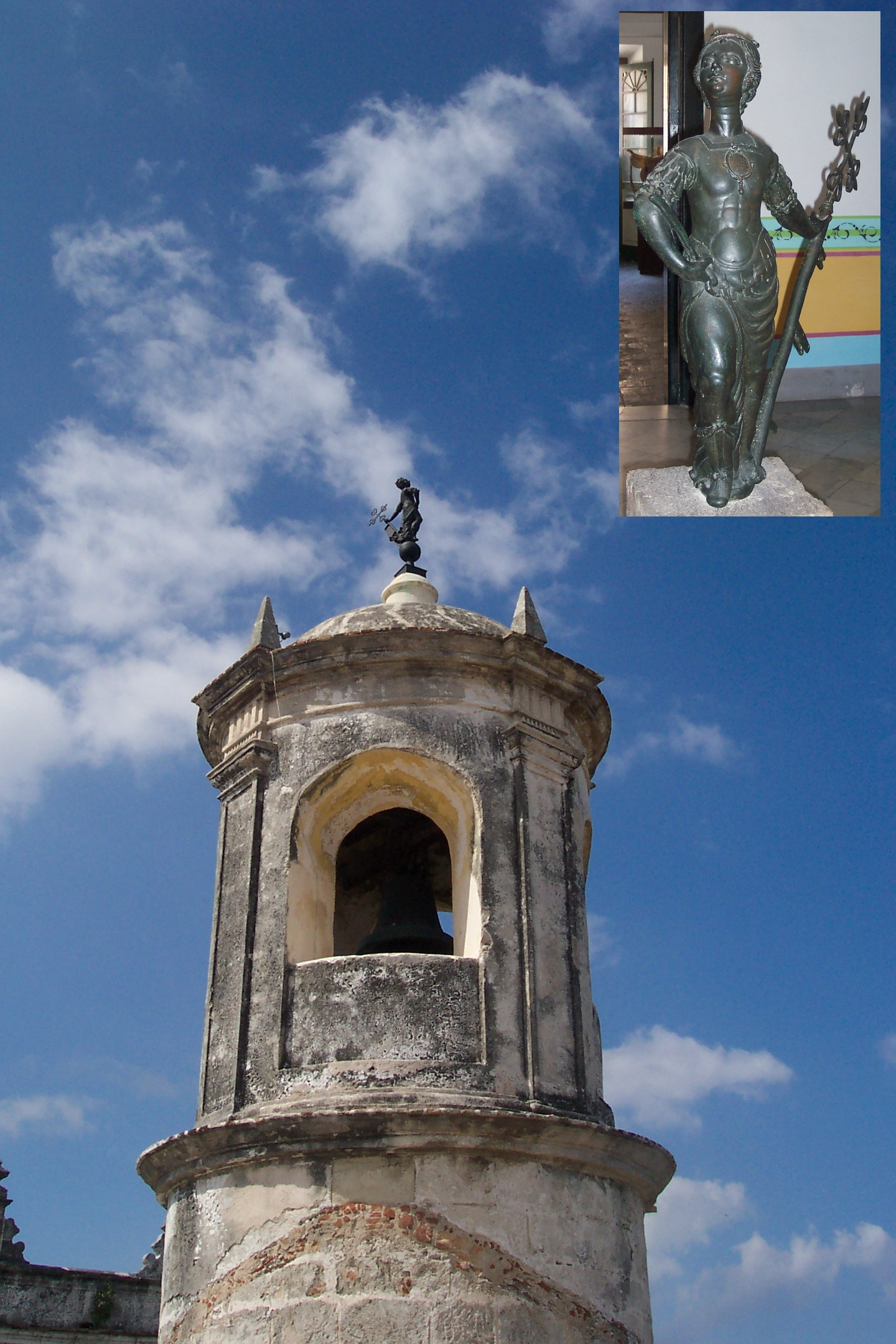
Wetterfahne La Giraldilla auf dem Glockenturm des Castillo de la Real Fuerza

Das Logo zeigt La Giraldilla (von Spanisch giralda: Wetterfahne in Menschen- oder Tiergestalt), die berühmte bronzene Wetterfahne in Frauengestalt auf dem Glockenturm des Castillo de la Real Fuerza in der Nähe der Einfahrt zum Hafen Havannas. Sie gilt als das inoffizielle Wahrzeichen der Stadt.

### Markenstreit mit Bacardi
Ungeachtet der Enteignung durch die kubanische Regierung 1960 verkaufte die Familie Arechabala die Marke Havana Club 1995 an Bacardi. Daraufhin begann Bacardi massiven Einfluss auf die Politik zu nehmen, um seine erworbenen Markenrechte durchsetzen zu können. Denn nach der Rechtslage von 1994 war es äußerst zweifelhaft, ob die Arechabalas die nunmehr verkauften Rechte überhaupt noch besessen haben, da diese 1973 abgelaufen waren. Zunächst exportierte Bacardi 1995 16 Kisten eines auf den Bermudas destillierten Rums gleichen Namens in die USA. Gleichzeitig forcierte man mittels massiver Wahlkampfspenden an ausgewählte Senatoren den Helms-Burton Act, der auch als Bacardi Act/Law in die US-Rechtsgeschichte einging. Das Gesetz sieht vor, dass US-Firmen juristisch gegen Unternehmen vorgehen können, die enteigneten Besitz auf Kuba nutzen.
Nachdem das Gesetz im März 1996 verabschiedet war, begann man ab Mai des gleichen Jahres mit der verstärkten Einfuhr des Bacardi-Havana-Clubs in insgesamt sieben US-Bundesstaaten. Daraufhin verklagte Pernod Ricard den Distributor Galleon und Bacardi vor dem U.S. District Court for the Southern District. Parallel zum anschließenden Prozess weitete Bacardi seine Lobbyarbeit weiter aus. So erhielt beispielsweise Jeb Bush, der Gouverneur von Florida, Wahlkampfhilfen von insgesamt 200.000 US-Dollar und versuchte daraufhin das Verfahren zu beschleunigen. 1998 wurde dann ein weiteres Gesetz namens Omnibus Appropriations Act erlassen. Dessen Section 211 wurde weitgehend von einem Lobbyisten Bacardis verfasst, der dafür 600.000 US-Dollar bekam, und verbietet Eintrag und Verlängerung von Markenschutzrechten in den USA, die früher einmal enteigneten Kubanern gehört haben. Damit war es ab diesem Zeitpunkt der Havana Club Holding nicht mehr möglich, das Markenrecht an Havana Club nach Ablauf der Schutzfrist in den USA zu verlängern.
Der Gerichtsprozess ging durch mehrere Instanzen und wurde in unterschiedlichen Konstellationen geführt. Während Pernod Ricard gegen Bacardi wegen der Einfuhr des Rums klagte, versuchte Bacardi parallel dazu, die Markenanmeldung aus dem Jahr 1976 anzufechten. Zwischeninstanzlich unterlag Bacardi bei der Anfechtung der Markenanmeldung, in der nächsten Instanz fiel das Ergebnis hingegen wieder umgekehrt aus, da Section 211 zwischenzeitlich in Kraft getreten war. Sogar die WTO schaltete sich ein und erklärte Section 211'  für illegal. Die USA wurden aufgefordert, das Gesetz bis Ende 2004 abzuschaffen, was bis heute (2009) nicht geschehen ist. Schließlich zogen sich die Prozesse so lange hin, dass der Markenschutz am 3. August 2006 auslief. Da die Havana Club Holding die Marke aufgrund von Section 211   nicht neu anmelden konnte, entfiel der Grund für den Rechtsstreit, und die Verfahren wurde vorläufig eingestellt, ohne dass es ein letztinstanzliches Urteil gab. Fünf Tage später begann Bacardi mit dem Verkauf seiner eigenen Version von Havana Club in den USA, nunmehr hergestellt in Puerto Rico. Nachdem der Oberste Gerichtshof der USA die beantragte Revision des Verfahrens im Mai 2012 abgelehnt hatte, registrierte Pernod Ricard die Marke „Havanista“, unter der der in Kuba hergestellte Havana-Club-Rum in den USA angeboten werden soll, sobald das dies noch verhindernde Handelsembargo gegen Kuba aufgehoben werden sollte.
In Spanien kam es 1999 ebenfalls zu einem Prozess zwischen Bacardi und Pernod Ricard über die Marke Havana Club. Nachdem Bacardi nach mehreren Instanzen 2007 unterlag, beschwerte sich das Unternehmen vor dem obersten Gerichtshof des Landes. Dieser lehnte die Beschwerde 2011 ab.
2006 strengte Pernod Ricard einen Prozess gegen Bacardi an, in dem Bacardi wegen einer angeblich irreführenden Herkunftsangabe angeklagt wird. Laut Pernod Ricard halten 18 % der US-amerikanischen Konsumenten die Bezeichnung „Havana Club – Puerto Rican Rum“ für kubanischen Rum. Die Verhandlungen wurden im März 2009 aufgenommen und endeten ein Jahr später mit der Abweisung der Klage. Die Bezeichnung „Puerto Rican Rum“ genüge laut dem Gericht, um zu erkennen, dass der Rum in Puerto Rico hergestellt wird.
Im Dezember 2024 unterzeichnete der scheidende Präsident Joe Biden ein "No Stolen Trademarks Honored in America Act of 2023" genanntes Gesetz, welches die Ausübung der Markenrechte in den USA möglicherweise verunmöglicht.

## Eigentümerstruktur

Eigentümerstruktur im Überblick

Havana Club International (HCI) wurde als Joint-Venture von Cubaexport und Pernod Ricard gegründet, die beide je zur Hälfte beteiligt sind. Cubaexport übertrug mit der Gründung von HCI seine Destillerien in Santa Cruz del Norte auf HCI. Pernod Ricard brachte seine weltweiten Vertriebswege und sein Know-how im Marketing ein. Seitdem ist HCI für Produktion und Vertrieb des Rums verantwortlich.
Eigentümer der Marke ist Havana Club Holding (HCH), welche die Markenrechte 1995 von Havana Rum & Liquors übertragen bekam. Diese wiederum bekamen die Rechte zuvor von Cubaexport. HCH gehört ebenfalls je zur Hälfte Cubaexport und Pernod Ricard. Seit Erhalt der Markenrechte vergibt HCH diese in Exklusivlizenz an HCI.
Cuba Ron S.A. ist der zentrale kubanische Distributor für kubanischen Rum und im Gegensatz zu Cubaexport nicht Gesellschafter bei HCI oder HCH, sondern lediglich der Vertriebspartner von Pernod Ricard auf Kuba. Pernod Ricard und Cuba Ron sind ein weiteres Joint-Venture eingegangen, das vorsieht, alle Produkte von Pernod Ricard auf Kuba durch Cuba Ron zu vertreiben. Im Gegenzug vertreibt Pernod Ricard die Produkte von Havana Club außerhalb von Kuba. Sowohl Cubaexport als auch Cuba Ron gehören dem kubanischen Staat.

## Produkte

### Herstellung

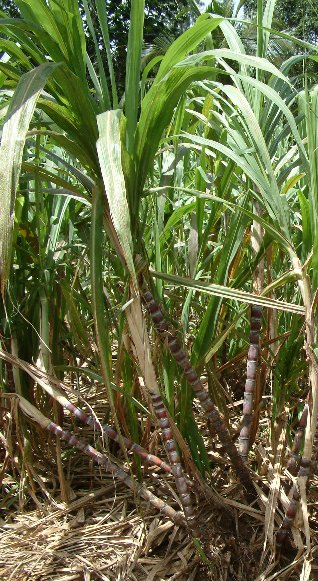
Zuckerrohr – der Anfang allen Rums

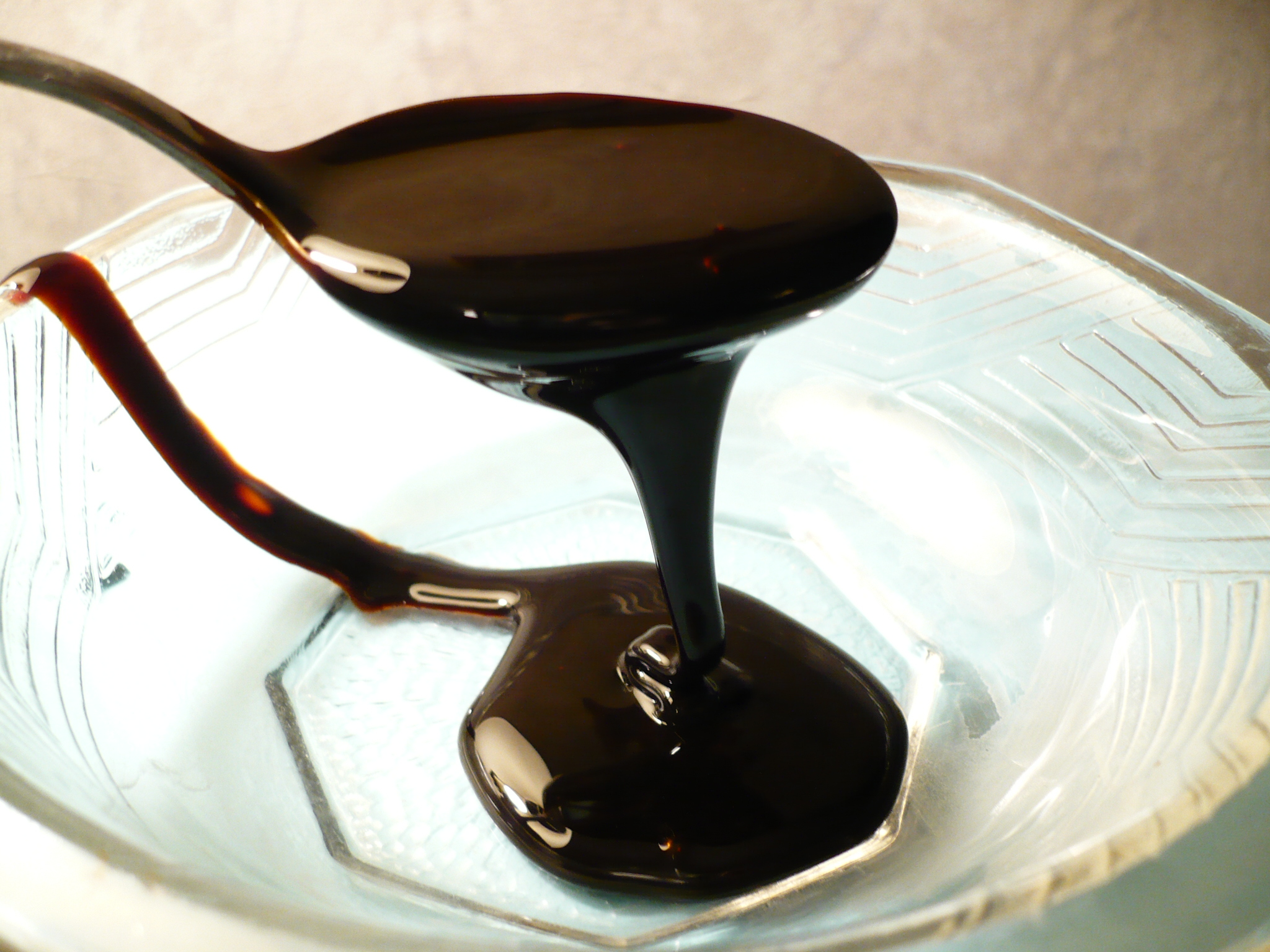
Melasse – Ausgangsstoff der Fermentation

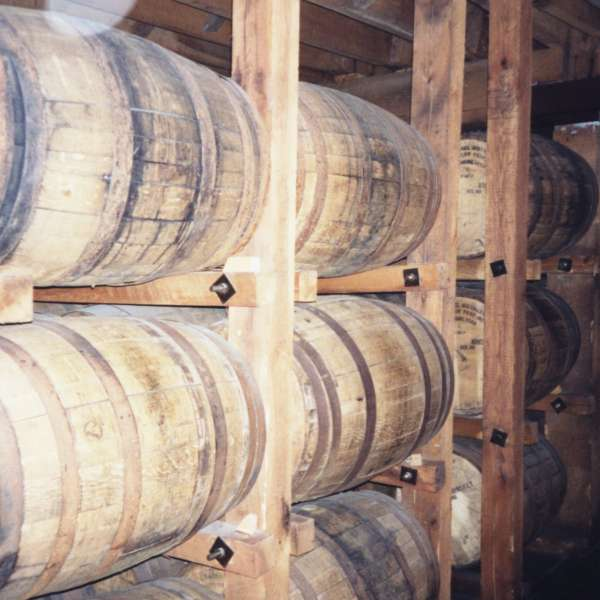
Das Destillat reift in Whiskyfässern zum Rum

Der Herstellungsprozess von Havana Club beginnt mit der Fermentation der Melasse, die als Nebenprodukt bei der Zuckerproduktion aus Zuckerrohr anfällt. Seit 2007 darf in Kuba nach dem Beschluss Resolución 135 der Rum nur noch auf Grundlage ebendieser Melasse gebrannt werden, während früher auch unverarbeiteter Zuckerrohrsaft zur Fermentation verwendet wurde. Hierbei werden spezielle Kulturen von Hefepilzen angesetzt, die bei jedem Rumhersteller einzigartig sind. Das Originalrezept zur Fermentation von Havana Club aus dem Jahr 1935 ist von der Familie Arechabala bei ihrer Emigration mitgenommen worden. Nach Angaben Bacardis wird deren puerto-ricanischer Havana Club nach ebendiesem fermentiert.
Nach der Fermentation wird die entstandene Maische gebrannt. Gemäß der Resolución 135 muss das Destillat anschließend in gebrauchten Whiskyfässern aus Weißeiche gelagert werden, wodurch der Rum seine bräunliche Farbe erhält.
Hier setzt die Arbeit des so genannten Maestro Ronero ein, der etwa dem Beruf des Kellermeisters entspricht. Er ist für die Auswahl der Fässer verantwortlich, in denen das Destillat in den nächsten Jahren zum Rum reifen soll. Bei Havana Club ist dies seit 1971 Don José Navarro. Die ausgewählten Fässer unterscheiden sich hierbei in vielerlei Details, um nach dem Reifeprozess eine möglichst große Anzahl verschiedener Geschmäcker zu erzielen. So wirken sich die Fassgröße, ihre Belüftung, ihr Alter und die Dauer ihrer vorherigen Verwendung, sowohl als Rum- als auch Whiskeyfass, auf den Geschmack aus. Für ein und denselben Jahrgang können sowohl neue als auch sehr alte Fässer verwendet werden. Eine Besonderheit von Havana Club ist, dass als Whiskyfässer traditionell gebrauchte Jack-Daniel’s-Fässer genutzt werden. Es ist allerdings unklar, ob dies seit Bestehen des US-amerikanischen Embargos gegen Kuba noch so gehandhabt wird. Ist das Destillat in die Fässer gefüllt, werden diese in der Bodega gelagert.
Bei der Kreation eines neuen Rums wählt der Maestro Ronero aus dem Fundus in der Bodega verschiedene Fässer aus und mischt den darin gereiften Rum. Das entstandene Gemisch ist der sogenannte Blend. Hat der Maestro Ronero eine Fässerkombination gefunden, die den Vorgaben der Geschäftsleitung und seinem Geschmack entsprechen, so geht diese Kombination in die Massenabfüllung. Neben der Produktinnovation hat der Maestro Ronero bei Havana Club auch die Aufgabe der Qualitätskontrolle. Fässer eines Jahrganges dürfen nur in seinem Beisein erstmals geöffnet werden. Da die einzelnen Jahrgänge sich wie beim Wein geschmacklich unterscheiden, kann es auch bei Havana Club zu geschmacklichen Differenzen zwischen Fässern derselben Sorte, aber verschiedener Jahrgänge kommen. Diese degustatorischen Abweichungen werden aber durch das Mischen verschiedener Jahrgänge zum Blend reduziert.
Da die einzelnen Sorten sich nicht nur in ihrer Lagerdauer, sondern auch in der Fässerkombination unterscheiden, lässt sich von der Altersangabe nur bedingt eine Aussage über den Geschmack treffen. So unterscheiden sich die beiden Sorten Cuban Barrel Proof und San Cristobal geschmacklich sehr, obwohl sie eine fast gleiche Alterungsdauer haben.

### Sorten

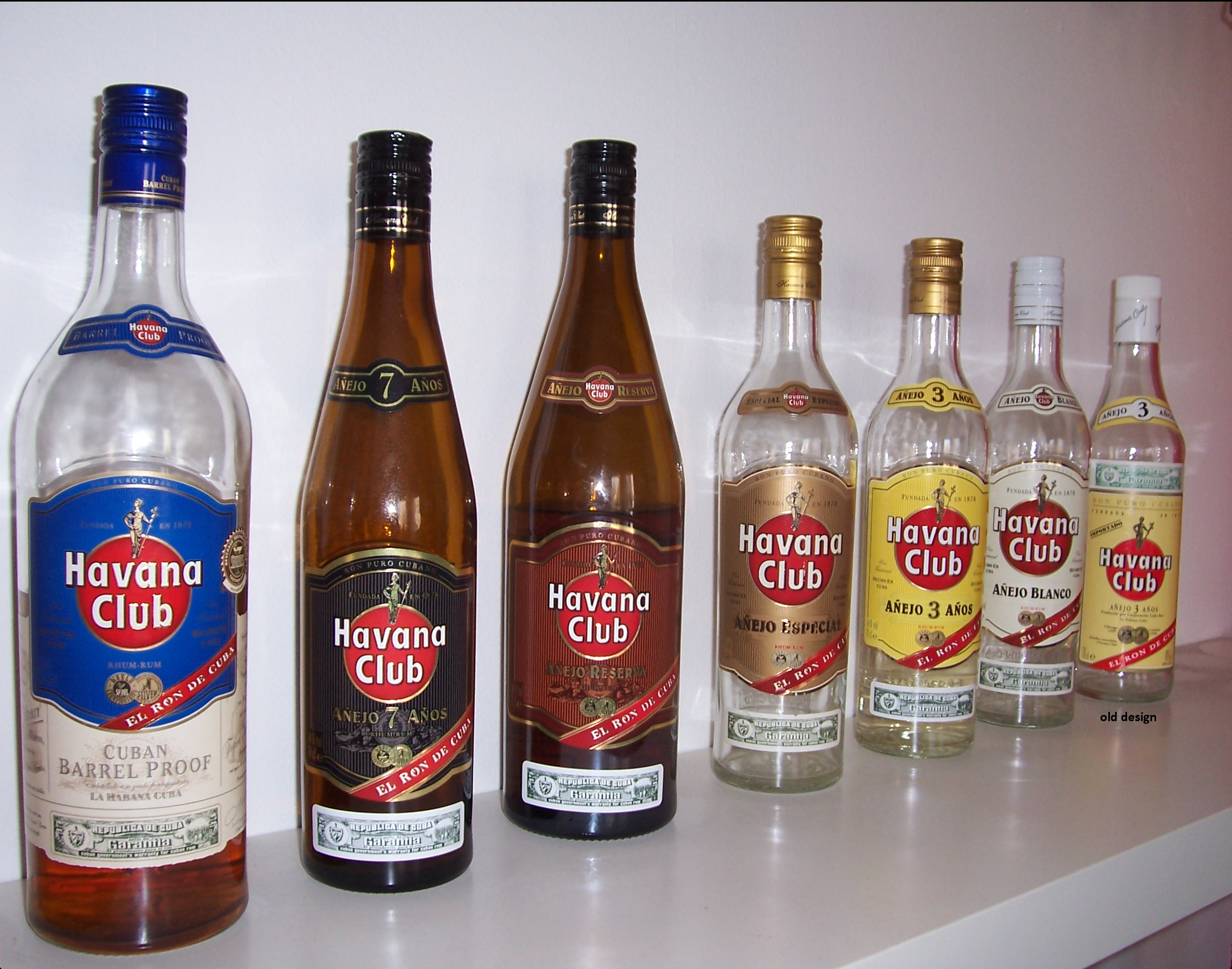
Auswahl diverser Sorten von Havana Club

Die Sorten sind entsprechend ihrer Verbraucherpreise aufsteigend geordnet. Sofern nicht anders beschrieben, beziehen sich alle Altersangaben auf den jüngsten im Blend enthaltenen Rum.

#### Volumensegment
Der jüngste Rum von Havana Club ist der mindestens 18-monatige weiße Añejo Blanco. In Deutschland weiter verbreitet ist der drei Jahre gelagerte Añejo 3 Años. Obwohl er durch die Reifung in Whiskyfässern eine goldgelbe Farbe hat, wird auch er als weißer Rum eingeordnet.

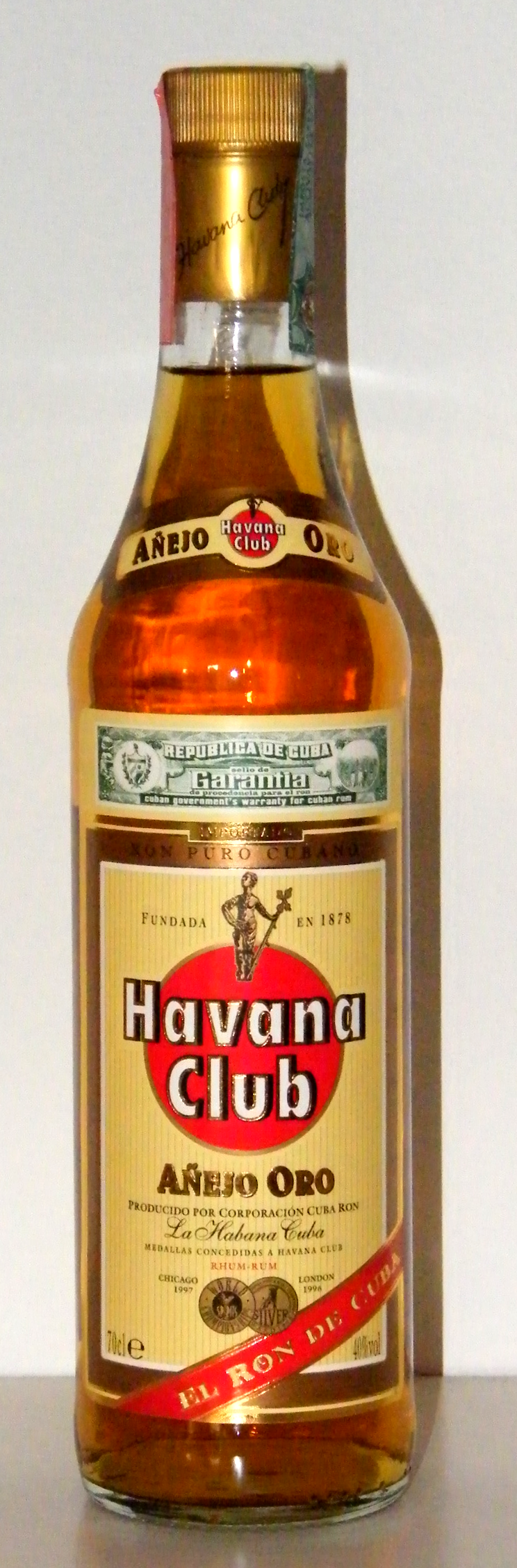
Eine Flasche Añejo Oro, der Vorgänger des Añejo Especial

Als braunen Rum gibt es zunächst den vier- bis fünfjährigen Añejo Especial. Er wurde 2004 eingeführt und wird zwecks einer einheitlichen Farbgebung mit Zuckercouleur gemischt. Alle drei Sorten werden hauptsächlich zum Mixen von Cocktails verwendet.
Der zweite braune Rum ist der Añejo 7 Años, der mindestens sieben Jahre in Eichenfässern gereift ist. Dieser bildet zusammen mit den beiden weißen Rums die Hauptabsatzlinie von Havana Club in Deutschland. Wegen seines markanten Geschmacks ist er für Cocktails nur mäßig geeignet und wird daher hauptsächlich pur oder auf Eis getrunken.
Seltener ist in Deutschland – im Gegensatz etwa zu Italien oder der Schweiz – der fünf- bis sechsjährige Añejo Reserva.

#### Hochpreissegment

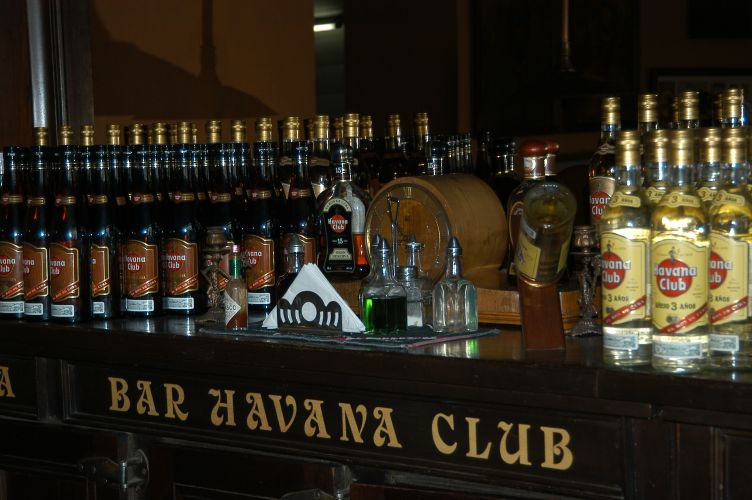
Zu sehen ist u. a. der Añejo Reserva und stark verdeckt der San Cristóbal

Die hier aufgeführten Sorten sind generell braune Rums.
Im Jahr 2004 wurde der zehnjährige Cuban Barrel Proof als völlige Neukreation herausgebracht. Er wird besonders aufwändig produziert. So wird der entstandene Rum noch einmal in Jungeichenfässern nachgereift, um anschließend von dort in die Flasche abgefüllt zu werden. Der Cuban Barrel Proof ist der einzige Havana Club Rum, der kein Blend ist, also Rum eines einzigen Jahrgangs und in der Regel zwischen 9 und 12 Jahre alt. Blends hingegen werden aus verschiedenen Jahrgängen gemischt. Der Rum gewann die Goldmedaille im Jahr 2004 auf dem Wettbewerb International Review of Spirits 2004 des Beverage Testing Institutes in Chicago und im Jahr 2006 auf der 24th International Wine and Spirit Competition (IWSC). Bei letzterem wurde ihm zusätzlich noch das Prädikat Best in Class verliehen. 2010 erhielt der Cuban Barrel Proof ein neues Flaschendesign und eine neue Umverpackung in Holzoptik und wird seitdem unter der Bezeichnung Selección de Maestros angeboten, die Rezeptur blieb unangetastet.
Der 15-jährige braune Añejo Gran Reserva ist in diesem Segment der bisher am längsten angebotene Vertreter.
Anlässlich der 480-Jahr-Feier Havannas wurde 1999 ein zwölfjähriger Rum namens San Cristóbal de La Habana Añejo Solera herausgegeben. Dieser ist nicht in den Export gegangen, daher sind in Europa nur selten Flaschen erhältlich.
Ebenfalls neu kreiert wurde der Máximo Extra Añejo, der als Spitzenprodukt der Marke konzipiert ist. Es handelt sich hierbei um einen Blend aus den laut Eigenangaben besten Jahrgängen seit Bestehen der Destillerie, von dem jährlich nur 100 Flaschen à 0,5 Liter abgefüllt werden. Die Flaschen sind mundgeblasen, verkorkt und werden mit einem vom Chefabfüller handunterschriebenen Echtheitszertifikat verkauft. Bei seiner Einführung gab CubaRon eine unverbindliche Preisempfehlung von 1200 US-Dollar bekannt.

#### Weitere Sorten
Für die jüngere Zielgruppe wird ein Alkopop namens Loco produziert. Es werden Fruchtsäfte in den Geschmacksrichtungen Lime, Mango, Pink Grapefruit und Passion mit Añejo Blanco vermischt. Im Hauptabsatzmarkt Italien wurden im Einführungsjahr 2003 in den ersten acht Monaten über zehn Millionen Flaschen verkauft. Aufgrund der Alkopopsteuer wurde Loco in Deutschland nie vertrieben.
Mit Exquisito wurde ein eher untypischer Rum produziert, der im Gegensatz zu allen anderen kubanischen Rums keine Melasse zur Herstellung verwendete, sondern ausschließlich Zuckerrohrsaft. Daher ähnelte er eher dem französischen Rhum agricole als einem kubanischen Rum. Exquisito wurde niemals direkt in Europa verkauft und wird mittlerweile auch nicht mehr hergestellt. Er ist daher sehr begehrt und erzielt hohe Sammlerpreise.
2016 lancierte Havana Club eine neue Reihe, komponiert aus bis zu 80 Jahre alten Rumsorten, die Tributo-Serie. Jede Ausgabe ist auf jährlich 2500 Flaschen limitiert, die alle nummeriert und signiert sind.
Außerdem gibt es die Variante Havana Club Verde mit Kräutern, Zitrusfrüchten und kubanischem Honig.